# Combattimento fra giganti: Dinosauri
Combattimento fra giganti: Dinosauri è un videogioco d'azione appartenente alla serie Combattimento fra giganti, sviluppato dalla Ubisoft Quebec e pubblicato dalla Ubisoft nel 2008 per Nintendo DS. Il gioco consiste semplicemente nel controllare una delle 26 specie di dinosauri (Ciascuna con un proprio nickname, assonanza del nome reale).

## Modalità di gioco
I dinosauri sono divisi in 6 classi distinte, ciascuna con 4 dinosauri, meno la prima e la quinta che ne hanno 5, 3 erbivore (Colli Lunghi, Territoriali con corna e Corazzati Possenti) e 3 carnivore (Predatori Voraci, Saprofagi Astuti e Predatori Feroci), ed ognuna riceve un bonus per ogni abilità specifica, tra l'Attacco, la Difesa e la Velocità. Il giocatore sceglie il nome, la specie e il colore al proprio dinosauro all'inizio, e si può cambiare colore nella grotta.
Per progredire nei livelli, il giocatore deve trovare tutte le 100 uova e i 4 fossili, ottenibili battendo i dinosauri (Uova) e scavando in delle buche (Fossili). I Boss (riconoscibili da un anello rosso che hanno intorno) danno 50 uova e sono rappresentati da un punto rosso sulla mappa. Gli avversari danno un numero variabile di uova, hanno un anello giallo e sulla mappa sono punti gialli. Esistono nove mondi e tre tipi di scenario: giungla (Mondo 1,4 e 7),deserto (Mondo 2,5 e 8) e foresta (Mondo 3,6 e 9). Ogni mondo poi, possiede tre dinosauri unici di quel mondo, a eccezione del nono e ultimo, che ne ha due e ne prende uno in prestito dal numero otto. I dinosauri, se sconfitti o vittoriosi ma con ferite, perdono salute e, per riguadagnarla, hanno bisogno di nutrirsi e dissetarsi. Per far ciò, il giocatore deve guidare il proprio dinosauro su una carcassa (se carnivoro) o su un banano (se erbivoro). I fiumi e i laghetti sono invece l'unica fonte idrica disponibile. Oltre alla modalità Avventura (Quella base) si può giocare anche alla modalità Scontro veloce, dove un dinosauro può liberamente battersi con i dinosauri sconfitti in avventura. In questa modalità, il giocatore può scegliere l'avversario, lo scenario e il numero di scontri consecutivi (Per un massimo di cinque). In ogni mondo dell'avventura ci sono 5 buche. 4 contengono i pezzi del fossile. Il quinto contiene uno scontro misterioso contro oggetti animati (Ad esempio il primo ha una cabina telefonica animata). Questi nove avversari sono presenti in Scontro veloce.

## Dinosauri
- Tyrannosaurus (Mondo 8, Boss)
- Carcharodontosaurus (Mondo 8 come titolare, Mondo 9 come supplementare)
- Albertosaurus (Mondo 8)
- Suchomimus (Mondo 7)
- Deltadromeus (Mondo 5)
- Baryonyx (Mondo 4)
- Allosaurus (Mondo 3, Boss)
- Cryolophosaurus (Mondo 6)
- Ceratosaurus (Mondo 1)
- Velociraptor (Mondo 5, Boss)
- Troodon (Mondo 3)
- Ornitholestes (Mondo 2)
- Deinonychus (Mondo 7)
- Triceratops (Mondo 7, Boss)
- Achelousaurus (Mondo 2)
- Styracosaurus (Mondo 1, Boss)
- Chasmosaurus (Mondo 4, Boss)
- Pachyrhinosaurus (Mondo 6)
- Diplodocus (Mondo 6, Boss)
- Apatosaurus (Mondo 4)
- Titanosaurus (Mondo 3)
- Brachiosaurus (Mondo 9)
- Ankylosaurus (Mondo 9, Boss)
- Stegosaurus (Mondo 2, Boss)
- Gastonia (Mondo 1)
- Kentrosaurus (Mondo 5)
- Pteranodon (si vede solo nella custodia del videogioco, precisamente sopra i due brontosaurus)
- iguanodonte (carcassa)